# Fibra neutra

Sección longitudinal de una viga en reposo y flexionada: su fibra neutra (x) está indicada con una línea segmentada.

La fibra neutra, línea neutra o «eje neutro» es la superficie material curva, de una pieza alargada o de una placa, deformada por flexión, que separa la zona comprimida de la zona traccionada. 

## Propiedades
La fibra neutra se caracteriza por tener las siguientes particularidades:
- Geométrica: si consideramos una curva contenida totalmente en la fibra neutra, las distancias a lo largo de esa curva no varían antes y después de la deformación por flexión.
- Tensional: en una viga de material elástico e isótropo sometida a flexión, la tensión sobre una sección transversal es proporcional a la distancia a la fibra neutra.
- Representación bidimensional: en una sección transversal bidimensional de una viga o pieza prismática sometida a flexión la fibra neutra queda reducida a una línea recta, es decir, la intersección de la fibra neutra con una sección transversal es una recta.

- Datos: Q1091301